# Strigoi

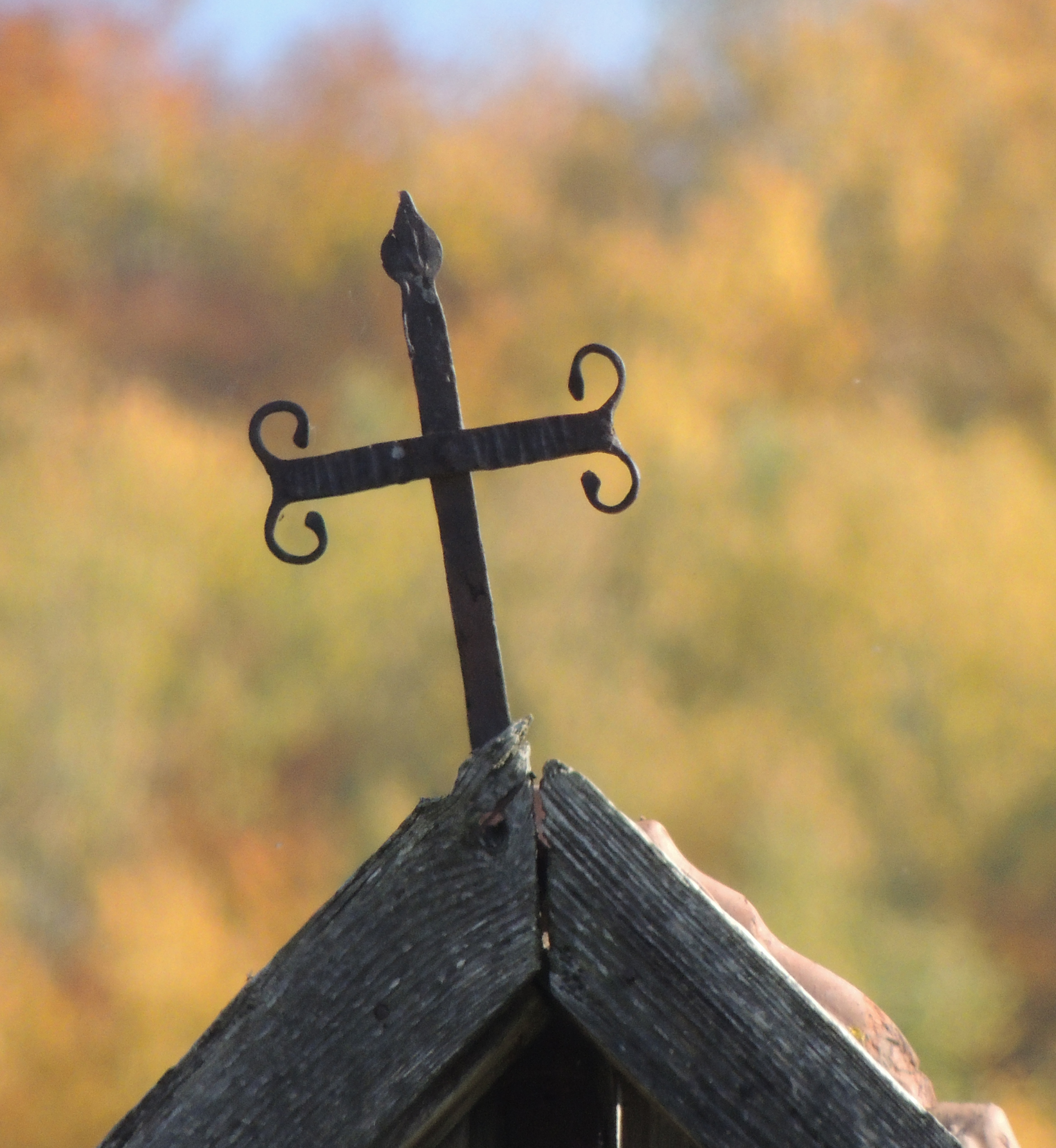
Una croce da fienile su un annesso agricolo in Transilvania.

Gli strigoi nella mitologia romena sono spiriti turbati che si dice siano risorti dalla tomba. A loro viene attribuita la capacità di trasformarsi in un animale, diventare invisibile e ottenere vitalità dal sangue delle loro vittime. Dracula di Bram Stoker è diventata l'interpretazione moderna degli Strigoi attraverso i loro legami storici con il vampirismo.

## Etimologia
Strigoi ha origine dai termini latini strix e striga, la cui radice si riferisce in particolare ai gufi e appare comunemente in termini tassonomici correlati per loro, così come per i parassiti del sangue come lo Strigeidida. I cognati si trovano in tutte le lingue romanze, come la parola italiana strega o la parola veneziana strìga che significa "strega". In francese, stryge significa una donna-uccello che succhia il sangue dei bambini. Jules Verne usò il termine "striature" nel capitolo II del suo romanzo Il castello dei Carpazi , pubblicato nel 1892. Anche la parola greca Strix e la parola albanese shtriga sono affini.
Nel tardo periodo romano la parola divenne associata alle streghe o ad un tipo di creatura volante notturna di cattivo auspicio. Uno strix (striga latina tardiva, στρίγξ greca), si riferiva a entità notturne che bramavano carne e sangue umani, in particolare i neonati.
È legato al verbo rumeno a striga, che significa "urlare".

## Storiografia

### Primi rapporti
Una delle prime menzioni di uno strigoi storico fu Jure Grando Alilović (1579-1656) della regione dell'Istria . Si crede che l'abitante del villaggio sia stato la prima persona reale descritta come un vampiro perché è stato indicato come strigoi, štrigon o štrigun nei documenti locali contemporanei. Si suppone che Grando abbia terrorizzato il suo ex villaggio sedici anni dopo la sua morte. Alla fine fu decapitato dal prete locale e dagli abitanti del villaggio. Lo scienziato carniolano Johann Weikhard von Valvasor scrisse della vita e dell'aldilà di Jure Grando Alilović nella sua vasta opera La gloria del ducato di Carniola quando visitò Kringa durante i suoi viaggi. Questo è stato il primo documento scritto sui vampiri. Grando è menzionato anche negli scritti di Erasmus Francisci e Johann Joseph von Goerres ( La mystique divine, naturelle, et diabolique, Paris 1855), la cui storia era molto più elaborata, piena di dettagli fantastici per rendere la storia più interessante e sensazionale. In tempi moderni, lo scrittore croato Boris Perić ha studiato la leggenda e ha scritto un libro ( Il vampiro ) sulla storia.
Le strighe sono menzionate dallo statista e soldato moldavo, Dimitrie Cantemir, nella sua opera Descriptio Moldaviae (1714–1716). Pensava che le strige fossero per lo più credenze moldave e transilvane. Tuttavia, li associava a streghe o stregoni piuttosto che a vampiri non morti che bevevano sangue. Il libro attribuisce l'inzuppamento - un test tradizionale per la stregoneria - come metodo per identificare una strige.

### Scritti moderni
Un articolo del 1865 sul folklore della Transilvania di Wilhelm Schmidt descrive gli strigoi come creature notturne che predavano i bambini. Riporta una tradizione in cui, alla nascita di un bambino, si lancia un sasso dietro di sé ed esclama "Questo nella bocca degli strigoi !"
Nel 1909, Franz Hartmann menzionò nel suo libro An Authenticated Vampire Story che i bambini dei contadini di un villaggio nei Carpazi iniziarono a morire misteriosamente. Gli abitanti del villaggio iniziarono a sospettare che un conte deceduto di recente fosse un vampiro, che abitava nella sua vecchia fortezza. Gli abitanti del villaggio spaventati hanno bruciato il castello per fermare le morti.

### Era comunista
Nel suo libro Alla ricerca di Dracula, La storia di Dracula e dei vampiri, Radu Florescu cita un evento avvenuto nel 1969 nella città di Căpăţâneni, dove dopo la morte di un uomo anziano, diversi membri della famiglia iniziarono a morire in circostanze sospette. Dissotterrato, il cadavere non mostrava segni di decomposizione, i suoi occhi erano spalancati e il suo viso era rosso e contorto. Il cadavere è stato bruciato per salvare la sua anima.
Durante la rivoluzione rumena del 1989, il cadavere di Nicolae Ceaușescu non ricevette una degna sepoltura. Ciò ha reso il fantasma dell'ex dittatore una minaccia nelle menti dei rumeni superstiziosi. Un attivista rivoluzionario, Gelu Voican, ha tappezzato l'appartamento del dittatore di trecce d'aglio. Questo è un rimedio tradizionale contro gli strigoi.

### Era post-comunista
Prima del Natale del 2003, nel villaggio di Marotinu de Sus, è morto un rumeno di 76 anni di nome Petre Toma. Nel febbraio 2004, una nipote del defunto ha rivelato di essere stata visitata dal defunto zio. Gheorghe Marinescu, un cognato, divenne il capo di un gruppo di cacciatori di vampiri composto da diversi membri della famiglia. Dopo aver bevuto dell'alcol, hanno dissotterrato la bara di Petre Toma, gli hanno praticato un'incisione nel petto e gli hanno strappato il cuore. Dopo l'asportazione del cuore, il corpo è stato bruciato e le ceneri mescolate in acqua e bevute dalla famiglia, come è consuetudine.  Tuttavia, il governo rumeno, ansioso di mantenere una buona immagine in vista dell'adesione del paese all'Unione europea, aveva vietato questa pratica e sei membri della famiglia sono stati arrestati dalla polizia di Craiova dalla contea di Dolj per "disturbo pace dei morti", e furono imprigionati e condannati al risarcimento dei danni alla famiglia del defunto. I sei che hanno riesumato il corpo sono stati accusati e condannati a sei mesi di tempo servito . Da allora, nel vicino villaggio di Amărăştii de Sus, la gente conficca un paletto indurito dal fuoco nel cuore o nel ventre dei morti come "preventivo".

## Mitologia

### Creazione
L'enciclopedista Dimitrie Cantemir e il folklorista Teodor Burada nel suo libro Datinile Poporului român la înmormântări pubblicato nel 1882 si riferiscono a casi di strigoismo. Lo strigoi può essere un uomo vivo, nato in determinate condizioni:
- Essere il settimo figlio dello stesso sesso in una famiglia
- Condurre una vita di peccato
- Morire senza essere sposati
- Morire per esecuzione per falsa testimonianza
- Morire per suicidio
- Morire per la maledizione di una strega

### Tipi
Tudor Pamfile nel suo libro Mitologie românească raccoglie tutti gli appellativi di strigoi in Romania strâgoi, Moroi nella Transilvania occidentale, Valacchia e Oltenia, vidmă in Bucovina, vârcolacul, Cel-rau o vampiro. Le tipologie descritte sono:
- Strigoaică: una strega .[16]
- Strigoi viu: uno strigoi o stregone vivente.
- Strigoi mort: uno strigoi morto, il più pericoloso. Emergono dalle loro tombe per tormentare le loro famiglie fino alla morte dei loro parenti.

### Prevenzione e protezione

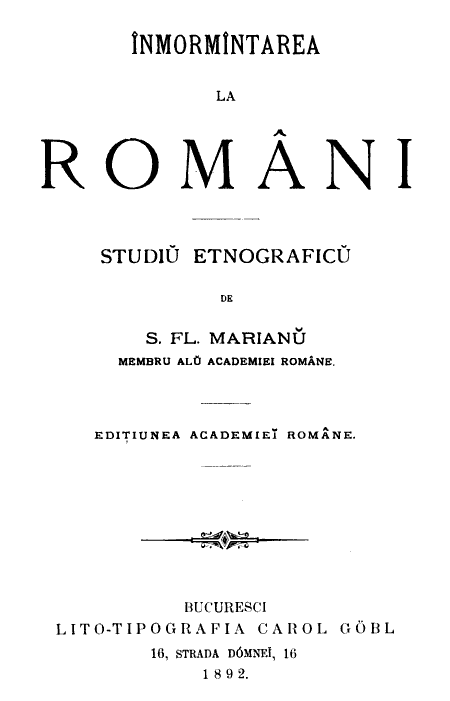
Inmormantarea la romani (sepoltura rumena) scritto da Simion Florea Marian

Un modo comune usato per identificare un vampiro era mettere un bambino di 7 anni vestito di bianco su un cavallo bianco vicino al cimitero a mezzogiorno. Si credeva che il cavallo si sarebbe fermato sulla tomba del sospetto vampiro.
Nel 1887, il geografo francese Élisée Reclus descrive dettagliatamente le sepolture in Romania: "Se il defunto ha i capelli rossi, è molto preoccupato che sia tornato sotto forma di cane, rana, pulce o cimice, e che entri nelle case di notte per succhiare il sangue di belle fanciulle. Quindi è prudente inchiodare pesantemente la bara, o, meglio ancora, un paletto attraverso il petto del cadavere."
Simeon Florea Marian in Înmormântarea la români (1892) descrive un altro metodo preventivo, dissotterrare e decapitare, quindi reinterrare il cadavere e la testa a faccia in giù.
Il Dracula Scrapbook di Peter Haining, pubblicato dalle edizioni New English Library nel 1976, riportava che la carne di un maiale ucciso il 17 ottobre, giorno della festa di Sant'Ignazio, era un buon modo per proteggersi dai vampiri, secondo la leggenda rumena.
Esiste un metodo noto utilizzato dai rumeni per sbarazzarsi di uno strigoi, come spiegato nello spettacolo Lost Tapes   :
1. Esumare gli strigoi.
2. Togliete il cuore e tagliatelo in due.
3. Piantagli un chiodo in fronte.
4. Metti uno spicchio d'aglio sotto la lingua.
5. Spalma il suo corpo con grasso di maiale ucciso il giorno di Sant'Ignazio.
6. Gira il suo corpo a faccia in giù in modo che se lo strigoi dovesse mai svegliarsi, sarebbe diretto nell'aldilà.

## Altri usi
Strigoiulu (lo Strigoi) era il nome di una rivista satirica in lingua rumena pubblicata brevemente nel 1862 a Pest .